# Codó (microregio)
Codó is een van de 21 microregio's van de Braziliaanse deelstaat Maranhão. Het ligt in de mesoregio Leste Maranhense en grenst aan de mesoregio's Centro Maranhense in het zuiden en westen en Norte Maranhense in het noorden, de microregio's Chapadinha in het noordoosten, Coelho Neto in het oosten en Caxias in het zuidoosten. De microregio heeft een oppervlakte van ca. 9910 km². Midden 2004 werd het inwoneraantal geschat op 254.140.
Zes gemeenten behoren tot deze microregio:
- Alto Alegre do Maranhão
- Capinzal do Norte
- Codó
- Coroatá
- Peritoró
- Timbiras

Mesoregio's: Centro Maranhense · Leste Maranhense · Norte Maranhense · Oeste Maranhense · Sul Maranhense

Microregio's: Aglomeração Urbana de São Luís · Alto Mearim e Grajaú · Baixada Maranhense · Baixo Parnaíba Maranhense · Caxias · Chapadas das Mangabeiras · Chapadas do Alto Itapecuru · Chapadinha · Codó · Coelho Neto · Gerais de Balsas · Gurupi · Imperatriz · Itapecuru Mirim · Lençóis Maranhenses · Litoral Ocidental Maranhense · Médio Mearim · Pindaré · Porto Franco · Presidente Dutra · Rosário